# Jacobo Soriano Giménez
Jacobo Soriano y Giménez, Jiménez o Ximénez (Orihuela del Tremedal provincia de Teruel, 5 de febrero de 1749 - Valencia, 1801), escritor, dramaturgo y militar español.

## Biografía
Nacido en plena Sierra de Albarracín, estudió Humanidades en su pueblo y luego Filosofía en la Universidad de Valencia con el clérigo José Ibáñez Falomir, luego canónigo en Tarragona. Siguió la carrera militar en el Regimiento de Infantería de África e hizo la campaña de Argel, pero por falta de salud se retiró de Orán a la plaza de Valencia, donde fue agregado como alférez por sus servicios y estuvo viviendo hasta su muerte, formando parte de su Sociedad Económica de Amigos del País, para la que escribió algún discurso y disertación. Publicó numerosas poesías aún sin recoger en el Diario de Valencia. Muy devoto, participó en algunas polémicas sobre temas religiosos y algunas otras sobre temas eruditos y tradujo obras del latín y el catalán. Dejó numerosa obra manuscrita, bastante teatro y epilios.

## Algunas obras
- "Prólogo contra los incrédulos" en la tercera edición de la Historia de Nuestra Señora del Tremedal Valencia: José Esteban, 1786.
- Fileno y Silvio, pastores del Turia, diálogo en verso.
- Traducción de las trovas lemosinas de mosén Jayme Febrer que trata de los linajes ilustres que vinieron a la conquista de Valencia, a sonetos castellanos, manuscrito.
- Aminta y Clori, segundo diálogo en verso, manuscrito.
- Conquista de la Florida en verso, manuscrito.
- Relación en verso de la Procesión del Corpus de Valencia, con explicación de sus Misterios, y Alegorías. Valencia, José Esteban, 1788.
- Cinco Cartas y una Glosa contra el Diario de Valencia y las IV impresas
- Canto de la Expedición de Don Pedro de Ceballos al Río de la Plata, manuscrito.
- Égloga sobre la Vida del Campo. 1780, manuscrito.
- Disertación sobre lo perjudicial de los polvos de las calles de Valencia para la salud y utilidad para los campos. Asunto de la Sociedad de Amigos del País de la misma ciudad, manuscrito.
- La Moda para todos: Invectiva satirico-jocosa de los usos
- El Perro Proyectista y el Asno literato, fábula en prosa y diálogo, manuscrito.
- Carta sobre la Critica que se imprimió en Valencia contra la Oración Parenetica del P. M. Facundo Villarroel, agustiniano.
- Carta en defensa del Atlante Español
- Hernán Cortés victorioso y paz con los tlascaltecas, s.a.
- La ley de Dios no quiere trampas. Diálogo sobre las verdades de nuestra fe
- Las noches de Valencia, crítica sobre las costumbres en ella
- La milicia vindicada
- Algunos adagios españoles explicados